# 条纹塔螺
条纹塔螺（学名：Pyramidella sulcata）是小塔螺科小塔螺属的一种。

## 分佈
主要分布于印度尼西亚、台湾，常栖息在浅海。